# Avatar (franquícia)
Avatar és una franquícia de mitjans creada per James Cameron, que consisteix en una sèrie planificada de pel·lícules èpiques de ciència-ficció produïdes per Lightstorm Entertainment i distribuïdes per 20th Century Studios, així com productes associats, videojocs i atraccions de parcs temàtics. La franquícia Avatar és una de les franquícies més cares que s'han dut a terme mai, amb el pressupost combinat de la primera pel·lícula i les seues quatre seqüeles estimat en 1.000 milions de dòlars. La franquícia ha recaptat més de 4.600 milions de dòlars a tot el món; és la 14a sèrie de pel·lícules més taquillera de tots els temps.
La primera entrega, Avatar, es va estrenar el 18 de desembre de 2009 i és la pel·lícula més taquillera de tots els temps. La segona entrega, El sentit de l'aigua, es va estrenar el 16 de desembre de 2022.
Igual que la pel·lícula original, les quatre seqüeles tenen trames autònomes "encapsulades completament" que "arriben a les seues pròpies conclusions". Les quatre pel·lícules tenen una meta narrativa global que les connecta per crear una gran saga interconnectada. Cameron va descriure les seqüeles com "una extensió natural de tots els temes, els personatges i els fons espirituals" de la primera pel·lícula.

## Pel·lícules
| Pel·lícula                   | Data d'estrena         | Director      | Guionistes                                | Productor                  | Notes         |
| ---------------------------- | ---------------------- | ------------- | ----------------------------------------- | -------------------------- | ------------- |
| Avatar                       | 18 de desembre de 2009 | James Cameron | James Cameron                             | James Cameron i Jon Landau |               |
| Avatar: El sentit de l'aigua | 16 de desembre de 2022 | James Cameron | James Cameron, Rick Jaffa i Amanda Silver | James Cameron i Jon Landau |               |
| Avatar 3                     | December 20, 2024      | James Cameron | James Cameron, Rick Jaffa i Amanda Silver | James Cameron i Jon Landau | Postproducció |
| Avatar 4                     | 18 de desembre de 2026 | James Cameron | James Cameron i Josh Friedman             | James Cameron i Jon Landau | Rodatge       |
| Avatar 5                     | 22 de desembre de 2028 | James Cameron | James Cameron i Shane Salerno             | James Cameron i Jon Landau | Preproducció  |

### Futur
El 2022, Cameron va indicar que té plans per a una sisena i una setena pel·lícula i que les faria si hi ha demanda.

## Personatges
| Personatge              | Avatar             | Avatar: El sentit de l'aigua | Avatar 3            |
| ----------------------- | ------------------ | ---------------------------- | ------------------- |
| Jake Sully              | Sam Worthington    | Sam Worthington              | Sam Worthington     |
| Neytiri                 | Zoe Saldaña        | Zoe Saldaña                  | Zoe Saldaña         |
| Colonel Miles Quaritch  | Stephen Lang       | Stephen Lang                 | Stephen Lang        |
| Parker Selfridge        | Giovanni Ribisi    | Giovanni Ribisi              | Giovanni Ribisi     |
| Dr. Norm Spellman       | Joel Moore         | Joel Moore                   | Joel Moore          |
| Dr. Max Patel           | Dileep Rao         | Dileep Rao                   | Dileep Rao          |
| Corporal Lyle Wainfleet | Matt Gerald        | Matt Gerald                  | Matt Gerald         |
| Mo'at                   | CCH Pounder        | CCH Pounder                  | CCH Pounder         |
| Dr. Grace Augustine     | Sigourney Weaver   | Sigourney Weaver             | Sigourney Weaver    |
| Trudy Chacón            | Michelle Rodriguez |                              |                     |
| Eytukan                 | Wes Studi          |                              |                     |
| Tsu'tey                 | Laz Alonso         |                              |                     |
| Kiri                    |                    | Sigourney Weaver             | Sigourney Weaver    |
| Ronal                   |                    | Kate Winslet                 | Kate Winslet        |
| Tonowari                |                    | Cliff Curtis                 | Cliff Curtis        |
| General Frances Ardmore |                    | Edie Falco                   | Edie Falco          |
| Captain Mick Scoresby   |                    | Brendan Cowell               | Brendan Cowell      |
| Dr. Ian Garvin          |                    | Jemaine Clement              | Jemaine Clement     |
| Miles "Spider" Socorro  |                    | Jack Champion                | Jack Champion       |
| Neteyam                 |                    | James Flatters               |                     |
| Lo'ak                   |                    | Britain Dalton               | Britain Dalton      |
| Lo'ak                   | Chloe Coleman      |                              | Britain Dalton      |
| Tuktirey "Tuk"          |                    | Trinity Jo-Li Bliss          | Trinity Jo-Li Bliss |
| Tsireya "Reya"          |                    | Bailey Bass                  | Bailey Bass         |
| Aonung                  |                    | Filip Geljo                  | TBA                 |
| Rotxo                   |                    | Duane Evans Jr.              | TBA                 |
| Interpret Metkayina     |                    | CJ Jones                     | TBA                 |
| Dr. Karina Mogue        |                    |                              | Michelle Yeoh       |
| Varang                  |                    |                              | Oona Chaplin        |
| TBA                     |                    |                              | David Thewlis       |

## Recepció

### Resposta crítica
| Pel·lícula                   | Rotten Tomatoes     | Rotten Tomatoes | Metacritic        | CinemaScore |
| Pel·lícula                   | Crítics             | Audiència       | Metacritic        | CinemaScore |
| ---------------------------- | ------------------- | --------------- | ----------------- | ----------- |
| Avatar                       | 82% (319 ressenyes) | 82%             | 83 (38 ressenyes) | A           |
| Avatar: El sentit de l'aigua | 76% (428 ressenyes) | 92%             | 67 (68 ressenyes) | A           |

### Recaptació
| Pel·lícula                   | Estrena    | Recaptació total | Posició segons recaptació | Pressupost                              |
| ---------------------------- | ---------- | ---------------- | ------------------------- | --------------------------------------- |
| Avatar                       | 18/12/2009 | 2.922.917.914$   | 1                         | 237 milions de dólars estatunidencs     |
| Avatar: El sentit de l'aigua | 16/12/2022 | 2.320.249.540$   | 3                         | 350 milions de dólars estatunidencs     |
| Total                        | Total      | 243.955.566$     | 13                        | 587–697 milions de dólars estatunidencs |

## Altres mitjans

### Videojocs
| Títol                        | Any       | Típus                                          | Sistemes                                                                                         |
| ---------------------------- | --------- | ---------------------------------------------- | ------------------------------------------------------------------------------------------------ |
| Avatar: The Game             | 2009      | Videojoc d'acció i aventura en tercera persona | Microsoft Windows, Nintendo DS, PlayStation 3, PlayStation Portable, Wii, Xbox 360, iOS, Android |
| Avatar Pandora Rising        | 2020      | Videojoc d'estratègia en temps real            | iOS, Android                                                                                     |
| Avatar: Reckoning            | 2023      | MMORPG                                         | iOS, Android                                                                                     |
| Avatar: Frontiers of Pandora | 2023/2024 | Videojoc d'acció i aventura de món obert       | Microsoft Windows, PlayStation 5, Xbox Series X/S                                                |

### Llibres
| Títol                              | Any       | Detalls | Típus            | Autor                              | Publicat per                             |
| ---------------------------------- | --------- | --- | ---------------- | ---------------------------------- | ---------------------------------------- |
| The Art of Avatar                  | 2009      | Conté més de 200 imatges que inclouen esbossos, pintures mate, dibuixos i fotografies de la pell·lícula. Detalla la fase de producció de l'escenografia de les vistes, paisatges, escenes de batalla aèria, nits bioluminescents i criatures que apareixen a la pel·lícula. Inclou entrevistes amb els diferents directors d'art, dissenyadors d'efectes visuals, animadors, dissenyadors de vestuari i dissenyadors de criatures sobre el seu paper en la producció i la visió de com va funcionar el procés d'art de preproducció per a la pel·lícula. | Art Book         | Lisa Fitzpatrick                   | Abrams Books                             |
| Avatar: The High Ground            | 2022/2023 | Durant el procés de desenvolupament de la creació de les seqüeles d'Avatar, es van crear i discutir moltes idees i històries noves. Una d'aquestes idees va ser la història original "The High Ground". Cameron va compartir el que havia escrit amb Dark Horse Comics per realitzar l'adaptació. | Novel·la gràfica | Sherri L. Smith i Augustin Padilla | Dark Horse Comics i Penguin Random House |
| The Art of Avatar The Way of Water | 2022      | Explora el procés creatiu de la creació d'Avatar: El sentit de l'aigua amb arts conceptuals de la pel·lícula. | Art Book         | Tara Bennett                       | DK Books                                 |

### Còmics
| Títol           | Números | Any  | Escriptors      | Artistes                                                            |
| --------------- | ------- | ---- | --------------- | ------------------------------------------------------------------- |
| Brothers        | 1       | 2017 | Sherri L. Smith | Doug Wheatley, Wes Dzioba i Dave Wilkins                            |
| Tsu'tey's Path  | 6       | 2019 | Sherri L. Smith | Jan Duursema, Dan Parson, Wes Dzioba Doug Wheatley i Shea Standefer |
| The Next Shadow | 4       | 2021 | Jeremy Barlow   | Josh Hood, Wes Dzioba, Guilherme Balbi i Wes Dzioba                 |
| Adapt or Die    | 6       | 2022 | Corinna Bechko  | Beni Lobel, Mark Molchan Wes Dzioba                                 |